# Kunstverein Hannover

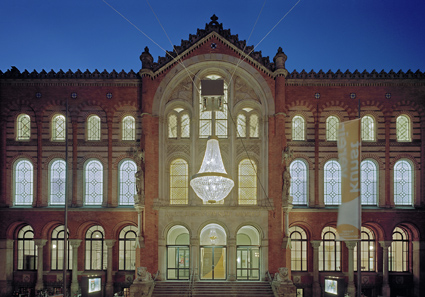
Sitz des Kunstvereins Hannover im Künstlerhaus Hannover, 2006

Der Kunstverein Hannover e. V. ist ein Kunstverein, der seinen Sitz im Künstlerhaus in Hannover hat. Der Verein richtet jährlich fünf bis sechs Ausstellungen zeitgenössischer Kunst aus.

## Geschichte

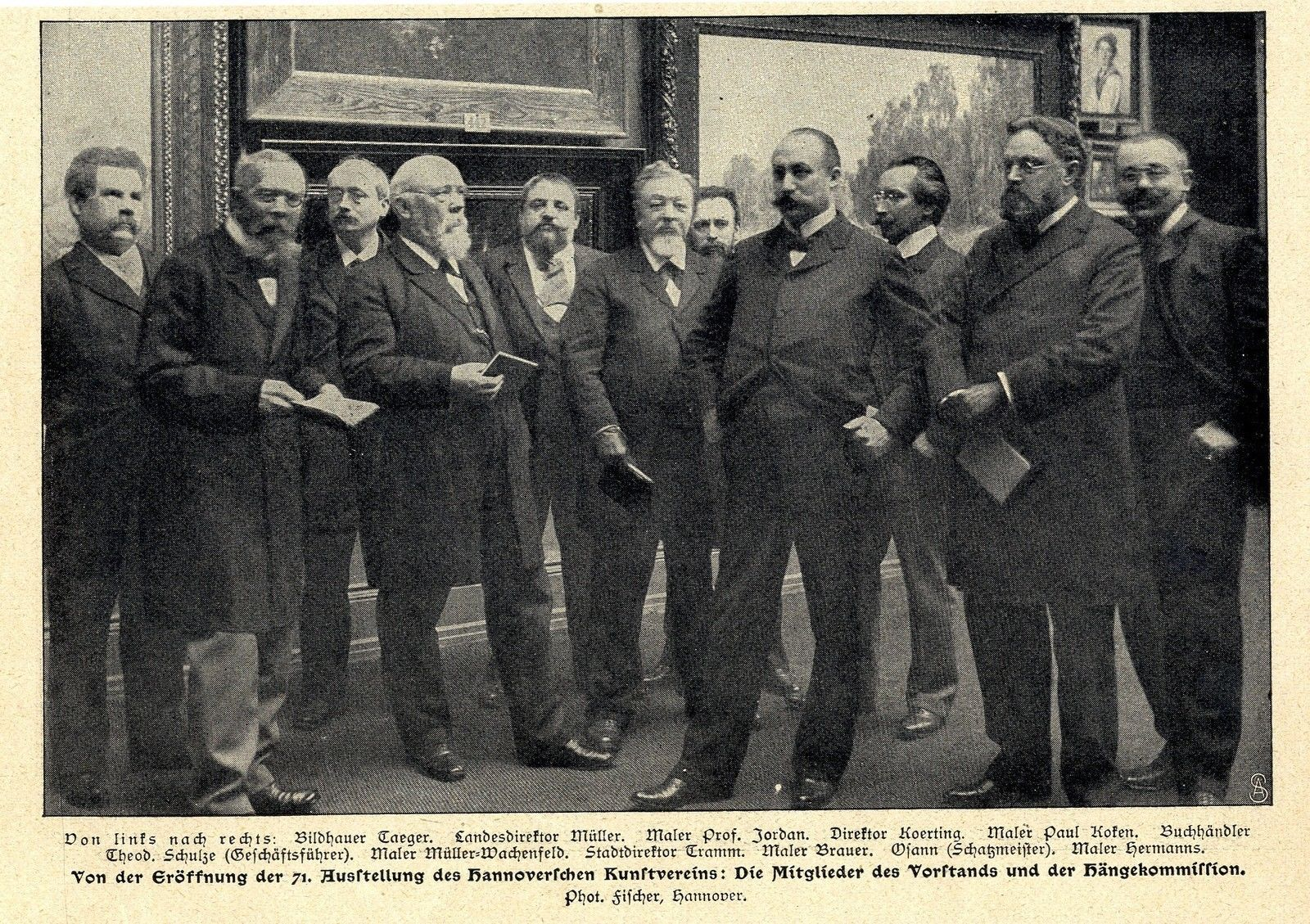
„Mitglieder des Vorstands und der Hängekommission“ zur 71. Ausstellung (v.l.): Bildhauer Eduard Taeger, Landesdirektor Karl Hugo Müller, Maler Ernst Jordan, Gasdirektor Leonhard Körting, Maler Paul Koken, Buchhändler Theodor Schulze, Maler Heinrich Müller-Wachenfeld, Stadtdirektor Heinrich Tramm, Maler Fritz Brauer, Zivilingenieur und Schatzmeister Friedrich Osann und der Landschaftsmaler Rudolf Hermanns;
Fotodruck nach einer Gruppenbild-Aufnahme von Ernst August Fischer, 1903

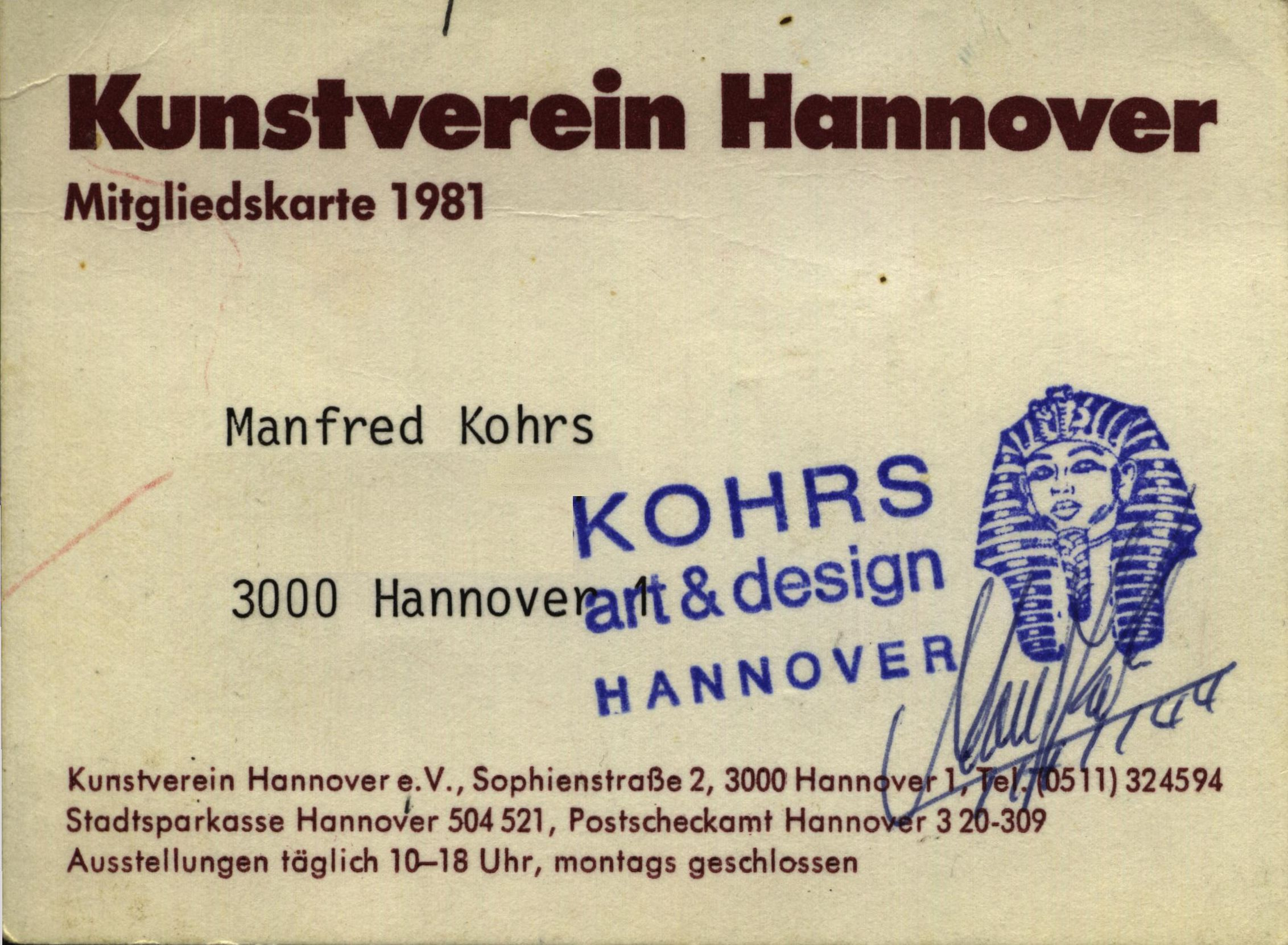
Signierte Mitgliedskarte 1981 von Manfred Kohrs

Am 3. März 1832 wurde der „Kunst-Verein für das Königreich Hannover“ gegründet. Gründer waren Bernhard Hausmann, ein hannoverscher Bürger und Hofkramer des hannoverschen Vizekönigs, sowie Johann Hermann Detmold.
Die Vereinsgründung nahm Hausmann im Kreis bürgerlicher Kunstfreunde „im Locale der Hausmannschen Gemälde-Galerie“ vor. Zweck war, den „sich in unserem Lande erfreulicherweise regenden Sinn für die bildenden Künste zu beleben und zu verbreiten“. Hausmann hatte bereits 1818 eine eigene Sammlung in seinen Privaträumen der adeligen und bürgerlichen Öffentlichkeit zugänglich gemacht.
Der Verein konnte auch in der Zeit des Nationalsozialismus regelmäßig Ausstellungen ausrichten, so 1933 die 101. und 1940 die 108. Große Frühjahrsausstellung. 1941 fand unter dem Thema „Die Jugend unter dem Liktorenbündel“ die Ausstellung des faschistischen italienischen Wettbewerbs Premio Cremona statt.
Mitte 2025 hatte der Verein mehrl als 1500 Mitglieder.

## Struktur
Der Kunstverein trifft als eingetragener Verein nach seiner Satzung Entscheidungen in Mitgliederversammlungen, durch den Vorstand und den Beirat. Die Mitgliederversammlung wählt die Mitglieder des Vorstands und des Beirats und beschließt über die Grundsätze für die Jahresgabenverteilung und den Beitrag. Der Vorstand hat die Aufgabe, die Arbeit des Vereins zu leiten, er wird vom Beirat beraten. Der Beirat umfasst 15 Personen, von denen mindestens fünf bildende Künstler sein sollen. Der Beirat berät die Direktoren in künstlerischen Fragen und ist vor wichtigen Beschlüssen des Vorstands zu hören. Die Wahl erfolgt auf drei Jahre, wobei die 1973 revidierte Satzung vorsieht, dass jedes Jahr fünf Mitglieder gewählt werden mit der Besonderheit, dass eine Wiederwahl zwar möglich, aber nach Ablauf einer Amtszeit eine Amtierpause von einem Jahr vorgeschrieben ist.

### Vorsitzende und Präsidenten
- Minister Ernst von Malortie saß dem Verein die ersten drei Jahrzehnte als Präsident vor.[7]
- Um 1868 war Carl Rümpler Vorsitzender des Kunstvereins.[8]
- um 1895: Rudolf von Bennigsen war Präsident.[7]
- Martin Neuffer war während seiner Amtszeit als Oberstadtdirektor Vorsitzender des Kunstvereins. Ihm folgte der hannoversche Kulturstadtrat Heinz Lauenroth, dessen Nachfolger wiederum Karl-Ernst Bungenstab nicht nur in der Aufgabe als Kulturstadtrat, sondern auch als Vorsitzender des Kunstvereins  (1975 bis 1991) wurde.[9] Von 1991 bis zu ihrem Tod 2020 führte Ellen Lorenz den Vorsitz des Kunstvereins; sie wurde 2018 mit dem Verdienstorden der Bundesrepublik Deutschland ausgezeichnet. Seither ist Silke Sommer erste Vorsitzende des Vereins.[10]

### Direktoren
Nach der Satzung des Kunstvereins kann der Vorstand „für die Führung der Geschäfte und die Durchführung der Vereinsveranstaltungen einen Direktor und weitere Mitarbeiter“ berufen.
- 1966–1969: Rudolf Jüdes[11][12]
- 1969–1972: Manfred de la Motte
- 1972–1975: Helmut R. Leppien
- 1976–1990: Katrin Sello
- 1990–2001: Eckhard Schneider
- 2001–2008: Stephan Berg
- 2008–2014: René Zechlin
- 2014–2022: Kathleen Rahn
- seit März 2022: Christoph Platz-Gallus[13]

## Preis des Kunstvereins
Der „Preis des Kunstvereins“ wird seit 1983 alle zwei Jahre vergeben. Bis 2009 waren die Preisträger jeweils zwei Künstler aus Niedersachsen oder Bremen. Sie erhielten zweijährige Arbeitsstipendien mit Wohn- und Studioräumen in einem Atelierhaus, das in Anlehnung an die Villa Massimo in Rom „Villa Minimo“ genannt wird. Abschluss des Stipendiums bilden eine Ausstellung in den Räumen des Kunstvereins sowie nach Möglichkeit ein Katalog. Seit 2010 spaltet sich der Preis des Kunstvereins in drei unterschiedliche Stipendien mit gleichen Rahmenbedingungen auf. Es gibt ein Förderstipendium, ein Nachwuchsstipendium und ein nationales Nachwuchsstipendium für Künstler.

## Ausstellungen

### Herbstausstellung
Nach der Satzung soll das Ausstellungsprogramm „hannoversche und niedersächsische Künstler berücksichtigen“.
Der Kunstverein Hannover richtet in der Regel alle zwei Jahre die Herbstausstellung des Kunstvereins Hannover aus.

### „Stufen zur Kunst“
In Zusammenarbeit mit der Stiftung Niedersachsen finden in der Regel jährlich wechselnde Installationen im Treppenhaus des Ostflügels statt. Von 2019 bis 2022 war dies die Licht- und Spiegelinstallation Pontracost von Sebastian Kuhn, danach eine mehrteilige Installation der Künstlerin Jasmin Werner.

## Publikationen
- Henning Rischbieter: Die zwanziger Jahre in Hannover. Bildende Kunst, Literatur, Theater, Tanz, Architektur, 1916–1933. Vom 12. August bis 30. September 1962. Katalog zur Ausstellung. Kunstverein e. V., Hannover 1962.
- Stephan Berg (Hrsg.): 175 Jahre Kunstverein Hannover. Kunstverein Hannover, Hannover 2007, ISBN 978-3-934421-14-1.